# Zgornje Verjane
Zgornje Verjane so naselje v Občini Sveta Trojica v Slovenskih goricah.

## Osebnosti
Leta 1814 se je v Zgornjih Verjanah rodil Oroslav Jurij Caf, jezikoslovec, ki je prispeval gradivo za slovenski slovar in slovnico.